# Акністський край
Акні́стський кра́й (латис. Aknīstes novads) — адміністративно-територіальна одиниця Латвійської Республіки. Розташований у південній частині країни, в історичному регіоні Семигалія. Адміністративний центр — Акністе. Створений 2009 року. Площа — 285 км². Населення — 2967 осіб (2011). До складу краю входять 1 місто і 3 волості.

## Історія
Край створений 1 липня 2009 року в ході адміністративно-територіальної реформи з частини Єкабпільського району.

## Адміністративний поділ
- Акністе, місто
- Акністська волость
- Асарська волость
- Гарсенська волость

## Населення
Національний склад краю за результатами перепису населення Латвії 2011 року.
| Національність | К-сть | %        |
| -------------- | ----- | -------- |
| Латиші         | 2453  | 82,68 %  |
| Росіяни        | 271   | 9,13 %   |
| Білоруси       | 39    | 1,31 %   |
| Українці       | 20    | 0,67 %   |
| Поляки         | 29    | 0,98 %   |
| Литовці        | 134   | 4,52 %   |
| Інші           | 21    | 0,71 %   |
| Загалом        | 2967  | 100,00 % |